# John Buchan
John Buchan, Primul Baron de Tweedsmuir (n. 26 august 1875, Perth, Scoția, Regatul Unit al Marii Britanii și Irlandei – d. 11 februarie 1940, Montréal, provincia Québec, Canada) a fost un scriitor scoțian, istoric și politician. Este cel mai cunoscut pentru romanul său Cele treizeci și nouă de trepte (1915), care a fost adaptat ca film de mai multe ori, în 1935, 1959, 1978 sau 2008.

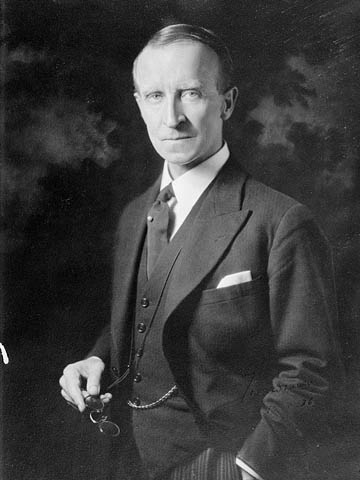
John Buchan în 1936

Alte romane ale sale sunt Mantia verde (Greenmantle, 1916), Cei trei ostatici (The Three Hostages, 1924), Curțile dimineții (The Courts of the Morning, 1929). Mantia verde este continuarea romanului Cele treizeci și nouă de trepte.
A fost al 15-lea Guvernator General al Canadei în perioada 2 noiembrie 1935 – 11 februarie 1940.

## Lucrări

### Romane

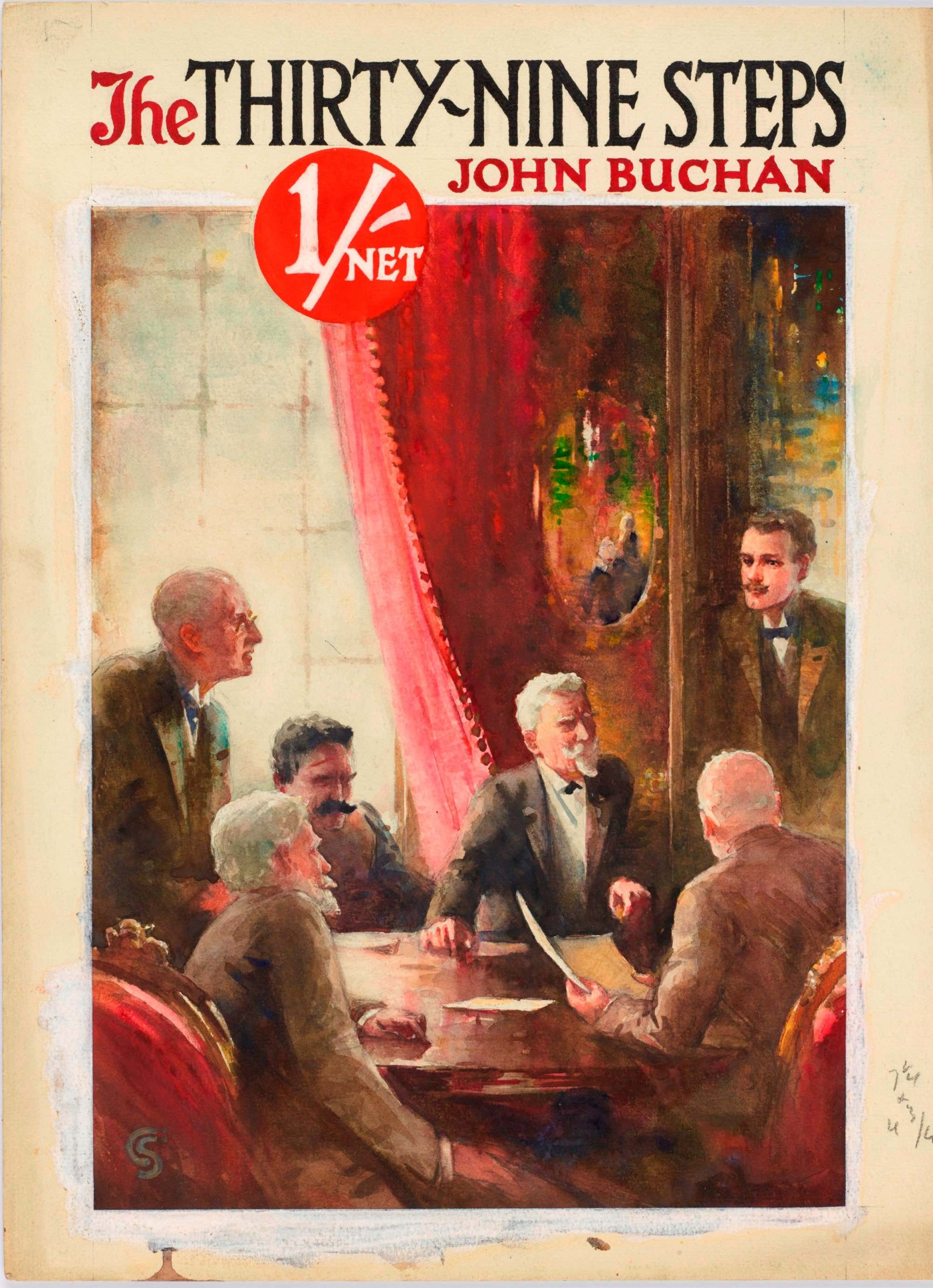
The Thirty-Nine Steps, first UK edition

| Titlu                           | An   | Editura                  | Ref. |
| ------------------------------- | ---- | ------------------------ | ---- |
| Sir Quixote of the Moors        | 1895 | T. Fisher Unwin          |      |
| John Burnet of Barns            | 1898 | John Lane                |      |
| A Lost Lady of Old Years        | 1899 | John Lane                |      |
| The Half-Hearted                | 1900 | Isbister                 |      |
| A Lodge in the Wilderness       | 1906 | William Blackwood & Sons |      |
| Prester John                    | 1910 | T. Nelson Publishers     |      |
| Salute to Adventurers           | 1915 | T. Nelson Publishers     |      |
| Cele treizeci și nouă de trepte | 1915 | William Blackwood & Sons |      |
| The Power-House                 | 1916 | William Blackwood & Sons |      |
| Greenmantle                     | 1916 | Hodder & Stoughton       |      |
| Mr Standfast                    | 1918 | Hodder & Stoughton       |      |
| The Path of the King            | 1921 | Hodder & Stoughton       |      |
| Huntingtower                    | 1922 | Hodder & Stoughton       |      |
| Midwinter                       | 1923 | Hodder & Stoughton       |      |
| The Three Hostages              | 1924 | Hodder & Stoughton       |      |
| John Macnab                     | 1925 | Hodder & Stoughton       |      |
| The Dancing Floor               | 1926 | Hodder & Stoughton       |      |
| Witch Wood                      | 1927 | Hodder & Stoughton       |      |
| The Courts of the Morning       | 1929 | Hodder & Stoughton       |      |
| Castle Gay                      | 1930 | Hodder & Stoughton       |      |
| The Blanket of the Dark         | 1931 | Hodder & Stoughton       |      |
| The Gap in the Curtain          | 1932 | Hodder & Stoughton       |      |
| The Magic Walking Stick         | 1932 | Hodder & Stoughton       |      |
| A Prince of the Captivity       | 1933 | Hodder & Stoughton       |      |
| The Free Fishers                | 1934 | Hodder & Stoughton       |      |
| The House of the Four Winds     | 1935 | Hodder & Stoughton       |      |
| The Island of Sheep             | 1936 | Hodder & Stoughton       |      |
| Sick Heart River                | 1941 | Hodder & Stoughton       |      |